# Malá Chuchle
Malá Chuchle (německy Kuchelbad) je městská čtvrť a katastrální území hlavního města Prahy na levém břehu Vltavy, mezi Hlubočepy a Velkou Chuchlí, v městské části Praha-Velká Chuchle. Před připojením k Praze v roce 1922 byla Malá Chuchle součástí obce Velká Chuchle, Velká Chuchle však byla připojena k Praze až roku 1968.

## Historie
O Chuchli se zmiňuje rukopis vyšehradského kanovníka z roku 1132 (biskup Menhart a jeho šťastná záchrana před velkým kamenem svalivším se ze stráně).
V 1. polovině 13. století uvádějí prameny dvě Chuchle – Velkou a Malou. Malá Chuchle se stala královským majetkem v roce 1268.
Na přelomu 13. a 14. století se Chuchle dostala do majetku zbraslavského kláštera, v husitských dobách byla klášteru zabavena, ale v roce 1455 vykoupena zpět a vlastněna zbraslavským klášterem až do roku 1785, kdy byl klášter zrušen a zbraslavské panství přešlo do soukromých rukou.
V roce 1900 byla Malá (Přední) Chuchle s 556 obyvateli vsí zbraslavského okresu a lázeňským i výletním místem Pražanů. Poté byla součástí okresu Nusle, ležícího jinak na druhém břehu Vltavy. V roce 1922 byla Malá Chuchle s 1806 obyvateli a 126 domy odtržena od obce Velká Chuchle a připojena k Praze jako součást Prahy XVI. Z té doby pochází známá fotografie, dokumentující návštěvu prezidenta Masaryka ve Velké a Malé Chuchli, zachycující prezidenta s doprovodem před automobilem pod Barrandovskou skálou. V roce 1949 bylo k. ú. Malá Chuchle přičleněno k Praze 16 (s Hlubočepy, Radlicemi a s částí Smíchova). V roce 1960 se stala Malá Chuchle součástí městského obvodu Praha 5. Po připojení Velké Chuchle k Praze v roce 1968 spadala Malá Chuchle pod MNV Velká Chuchle. Správní území tohoto MNV se v roce 1990 stalo městskou částí Praha-Velká Chuchle.

### Původ názvu
Z historie je k roku 1132 doloženo „Chuchel“, 1264 – „in minori Cuhlea“, 1512 „z Maleho Chuchla“, 1849 – (to) „Malé Chuchle“, 1895 – (ta) „Chuchle Malá nebo Přední“. Původně (ten) „Chuchel“ (= „chuchvalec, chomáč“), snad název kopce (podle tvaru) přenesený na osadu pod kopcem.
Lidová etymologie pojmenování odvozovala od mnišské „kukle“, některé odborné výklady od osobního jména Chuchel.

## Památky
- Barokní kostel Narození Panny Marie z roku 1774 vybudovaný na místě staršího kostela
- Chuchelské lázně – Zbraslavská čp. 4/9, V lázních čp. 4/2, 42/3, 43/4, 44/5, 45/7
- Kamenná kaple nad obcí s pramenem Mariánsko-Lázeňského potoka

### Zajímavosti
- Cukrovar - v bývalém mlýně

### Zaniklé stavby
- Nádraží Chuchle - v provozu do roku 1940
- Hostinec Na Vyskočilce

## Další fotografie

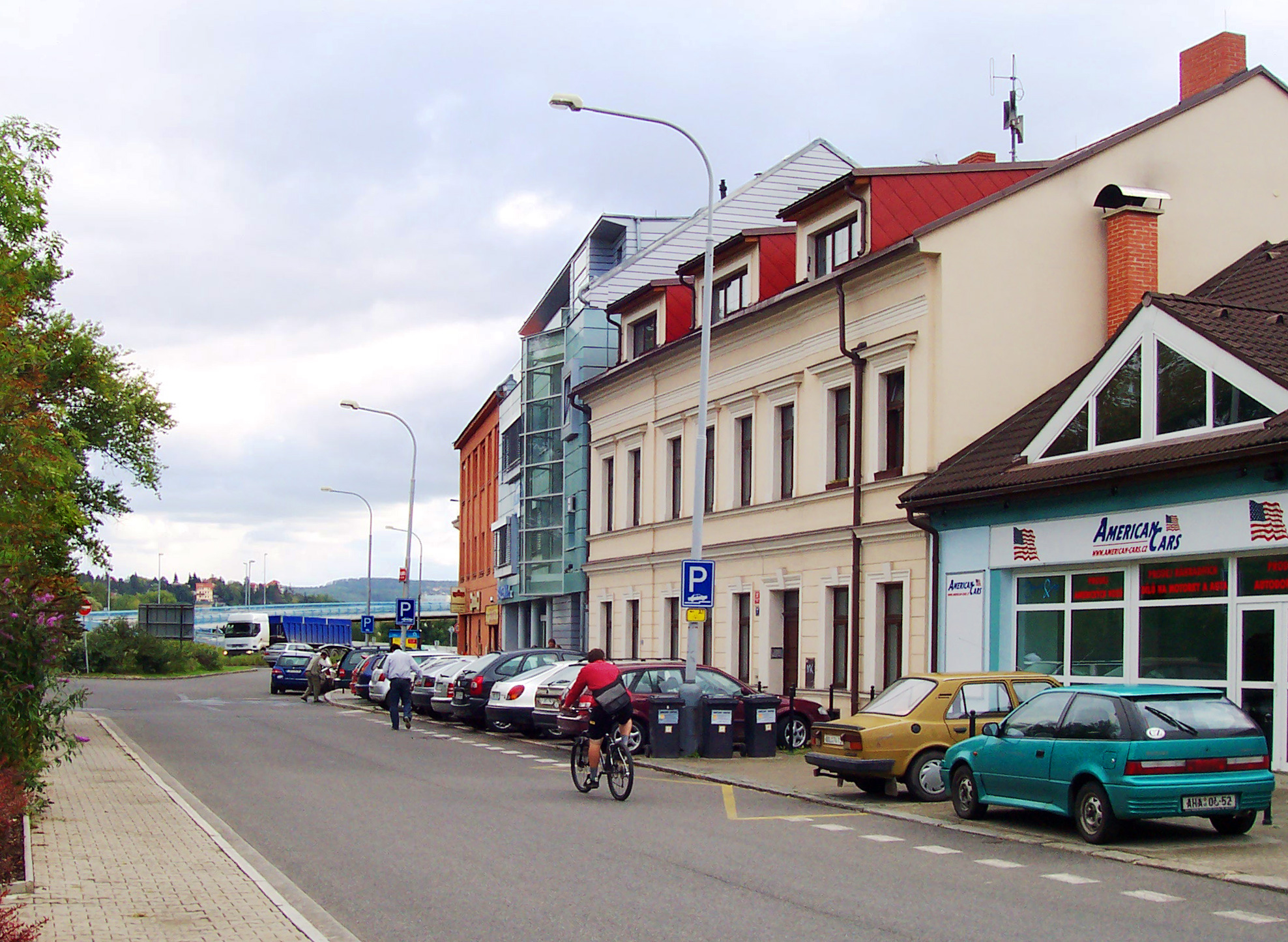
Zbraslavská ulice
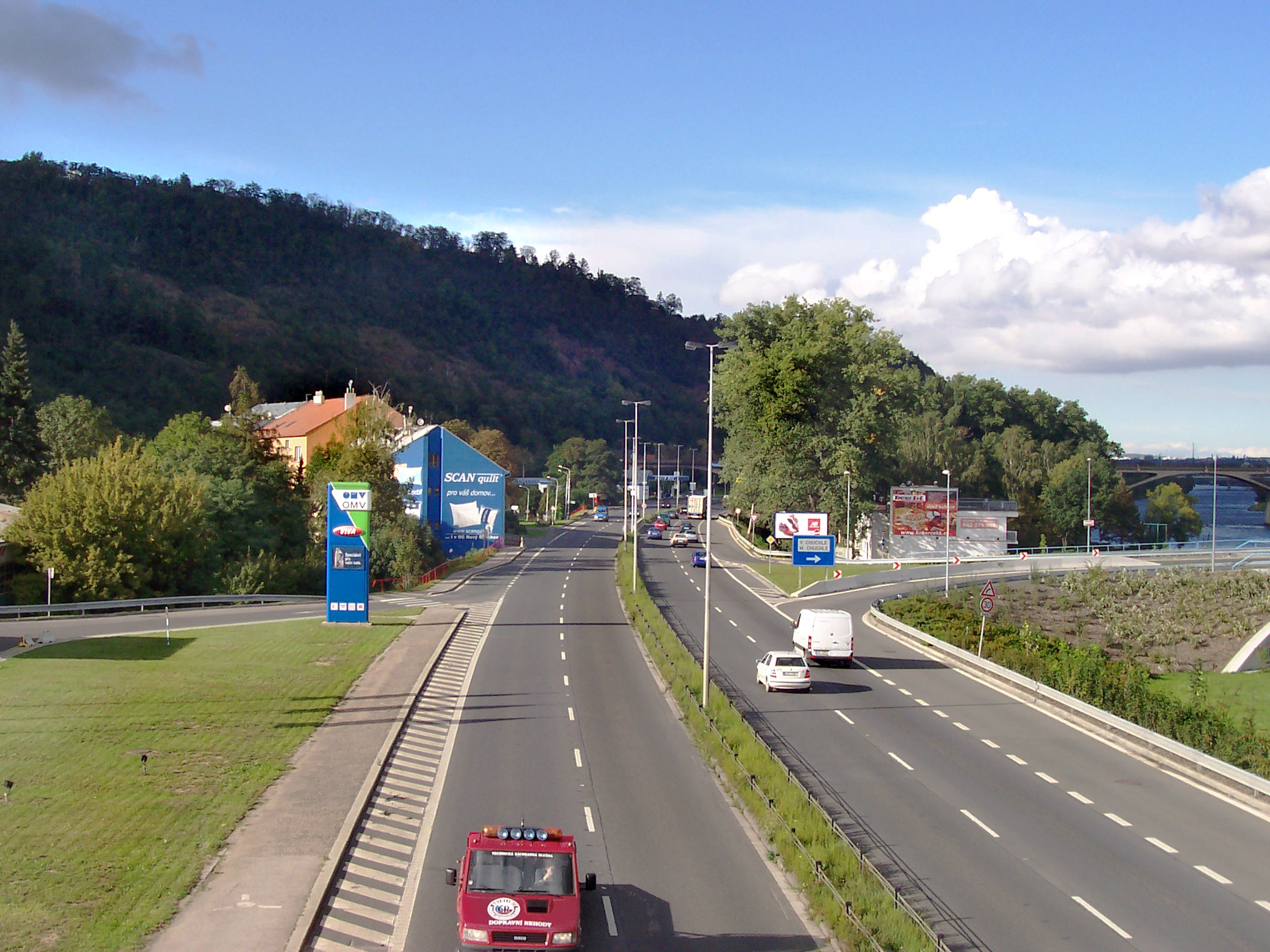
Strakonická ulice v Malé Chuchli směrem do centra v Prahy, v pozadí napravo pak Branický most
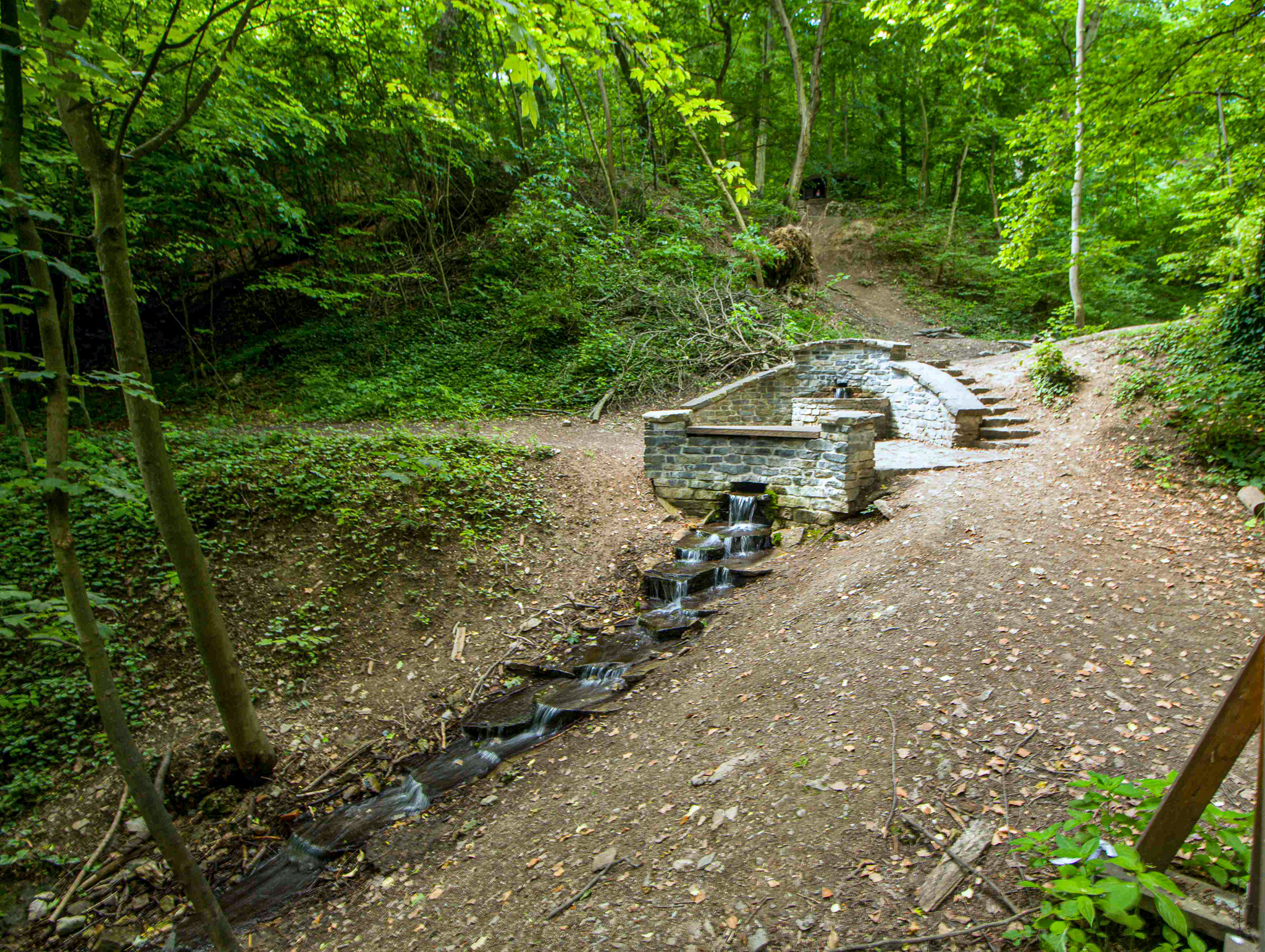
Veřejně přístupný vývěr pramene Mariánsko-Lázeňského potoka v Chuchli